# Nivells de Landau
.
En mecànica quàntica, les energies de les òrbites del ciclotró de partícules carregades en un camp magnètic uniforme es quantifiquen a valors discrets, coneguts per tant com a nivells de Landau. Aquests nivells són degenerats, amb el nombre d'electrons per nivell directament proporcional a la força del camp magnètic aplicat. Porta el nom del físic soviètic Lev Landau.

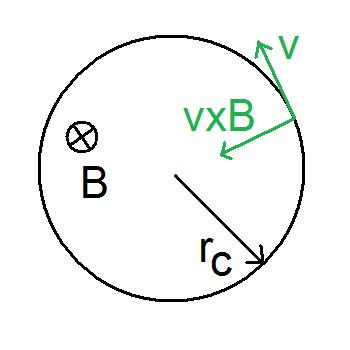
Diagrama d'una òrbita de ciclotró d'una partícula amb velocitat v, que és la trajectòria clàssica d'una partícula carregada (aquí càrrega positiva) sota un camp magnètic uniforme B. La quantificació de Landau es refereix a una partícula carregada quàntica sota un camp magnètic uniforme.

La quantificació de Landau contribueix a la susceptibilitat magnètica dels metalls, coneguda com a diamagnetisme de Landau. Sota camps magnètics forts, la quantificació de Landau condueix a oscil·lacions en les propietats electròniques dels materials en funció del camp magnètic aplicat conegut com els efectes De Haas–Van Alphen i Shubnikov–de Haas.
La quantificació Landau és un ingredient clau en l'explicació de l'efecte Hall quàntic sencer.

## Derivació
Considereu un sistema de partícules que no interaccionen amb càrrega q i espín S confinat a una àrea A = LxLy en el pla x-y. Aplicar un camp magnètic uniforme {\displaystyle \mathbf {B} ={\begin{pmatrix}0\\0\\B\end{pmatrix}}} al llarg de l'eix z. En unitats SI, l'hammiltonià d'aquest sistema (aquí, els efectes de l'espí es descuiden) és {\displaystyle {\hat {H}}={\frac {1}{2m}}\left({\hat {\mathbf {p} }}-q{\hat {\mathbf {A} }}\right)^{2}.} Aquí, {\textstyle {\hat {\mathbf {p} }}} és l'operador de moment canònic i {\textstyle {\hat {\mathbf {A} }}} és l'operador del potencial vectorial electromagnètic {\textstyle \mathbf {A} } (a l'espai de posició {\textstyle {\hat {\mathbf {A} }}=\mathbf {A} }).
El potencial vectorial està relacionat amb el camp magnètic per {\displaystyle \mathbf {B} =\mathbf {\nabla } \times \mathbf {A} .}
Hi ha certa llibertat de gauge en l'elecció del potencial vectorial per a un camp magnètic determinat. L'hammiltonià és invariant de gauge, la qual cosa significa que afegir el gradient d'un camp escalar a A canvia la fase global de la funció d'ona en una quantitat corresponent al camp escalar. Però les propietats físiques no estan influenciades per l'elecció específica del calibre.

## Gauge Landau
A partir de les possibles solucions per a A, s'utilitza sovint una fixació de calibre introduïda per Lev Landau per a partícules carregades en un camp magnètic constant.
Quan {\displaystyle \mathbf {B} ={\begin{pmatrix}0\\0\\B\end{pmatrix}}} aleshores {\displaystyle \mathbf {A} ={\begin{pmatrix}0\\B\cdot x\\0\end{pmatrix}}} és una possible solució en el calibre de Landau.
En aquest calibre, l'hammiltonià és {\displaystyle {\hat {H}}={\frac {{\hat {p}}_{x}^{2}}{2m}}+{\frac {1}{2m}}\left({\hat {p}}_{y}-qB{\hat {x}}\right)^{2}+{\frac {{\hat {p}}_{z}^{2}}{2m}}.} L'operador {\displaystyle {\hat {p}}_{y}} commuta amb aquest hamiltonià, ja que l'operador ŷ està absent per l'elecció del gauge. Així l'operador {\displaystyle {\hat {p}}_{y}} es pot substituir pel seu valor propi ħky. Des de {\displaystyle {\hat {z}}} no apareix a l'Hamiltonià i només el moment z apareix en l'energia cinètica, aquest moviment al llarg de la direcció z és un moviment lliure.
L'hammiltonià també es pot escriure de manera més senzilla observant que la freqüència del ciclotró és ωc = qB/m, donant {\displaystyle {\hat {H}}={\frac {{\hat {p}}_{x}^{2}}{2m}}+{\frac {1}{2}}m\omega _{\rm {c}}^{2}\left({\hat {x}}-{\frac {\hbar k_{y}}{m\omega _{\rm {c}}}}\right)^{2}+{\frac {{\hat {p}}_{z}^{2}}{2m}}.} Això és exactament l' Hamiltonià per a l'oscil·lador harmònic quàntic, excepte amb el mínim del potencial desplaçat en l'espai de coordenades x0 = ħky/mωc.
Per trobar les energies, tingueu en compte que la traducció del potencial de l'oscil·lador harmònic no afecta les energies. Així, les energies d'aquest sistema són idèntiques a les de l'oscil·lador harmònic quàntic estàndard, {\displaystyle E_{n}=\hbar \omega _{\rm {c}}\left(n+{\frac {1}{2}}\right)+{\frac {p_{z}^{2}}{2m}},\quad n\geq 0~.} L'energia no depèn del nombre quàntic ky, de manera que hi haurà un nombre finit de degeneracions (si la partícula es col·loca en un espai no confinat, aquesta degeneració correspondrà a una seqüència contínua de {\displaystyle p_{y}} ). El valor de {\displaystyle p_{z}} és contínua si la partícula no està confinada en la direcció z i discreta si la partícula també està limitada en la direcció z. Cada conjunt de funcions d'ona amb el mateix valor de n s'anomena nivell de Landau.
Per a les funcions d'ona, recordeu-ho {\displaystyle {\hat {p}}_{y}} es desplaça amb l'hammiltonià. Aleshores, la funció d'ona es converteix en un producte dels estats propis del moment en la direcció y i dels estats propis de l'oscil·lador harmònic. {\displaystyle |\phi _{n}\rangle } desplaçat en una quantitat x 0 en la direcció x : {\displaystyle \Psi (x,y,z)=e^{i(k_{y}y+k_{z}z)}\phi _{n}(x-x_{0})} on {\displaystyle k_{z}=p_{z}/\hbar }. En resum, l'estat de l'electró es caracteritza pels nombres quàntics, n, ky i kz.